# Anommatus curtii
Anommatus curtii is een keversoort uit de familie knotshoutkevers (Bothrideridae). De wetenschappelijke naam van de soort werd in 1910 gepubliceerd door Edmund Reitter.